# Lyceum Theatre
Il Lyceum Theatre è un teatro da 2.000 posti, situato in Wellington Street, subito oltre Strand nella Città di Westminster, un borgo di Londra. Il primo edificio teatrale risale al 1765, quello attuale venne aperto il 14 luglio 1834, su progetto di Samuel Beazley. La struttura era unica per l'epoca, in quanto possedeva un balcone che circondava completamente l'edificio; alla costruzione partecipò l'ingegnere civile Samuel Morton Peto.
La struttura attuale mantiene la facciata ed il portico del progetto originale di Samuel Beazley, mentre nel 1904 la sezione posteriore dell'edificio venne ricostruita, su progetto dell'architetto Bertie Crewe. Chiuso e destinato alla demolizione nel 1939 fu riconvertito in sala da ballo nel 1951, infine, nel 1996 lo studio Holohan Architects lo riportò ad uso teatro.

## Storia

### Primi anni
Il primo Lyceum Theater venne costruito nel 1765 su un sito adiacente, e nel tardo XVIII secolo, gli spettacoli musicali erano offerti da Charles Dibdin. Il teatro vide esibirsi anche il famoso attore, David Garrick. Tra il 1794 ed il 1809, la struttura venne utilizzata come circo, portato da Philip Astley in sostituzione del suo anfiteatro di Westminster, distrutto da un incendio. Successivamente venne usato come cappella, camera da concerto, e per la prima esibizione a Londra di Statue di cera realizzate da Madame Tussaud nel 1802.
Il teatro divenne un "licensed" nel 1809, e, fino al 1812 fu usato per rappresentazioni drammatiche dalla compagnia Drury Lane, dopo che il loro teatro fu distrutto in un incendio, e fino a che non edificarono un nuovo edificio per le loro rappresentazioni. Nel 1816, Samuel Arnold e Samuel Beazley ricostruirono e riaprirono il teatro chiamandolo, The English Opera House, ma venne distrutto da un incendio nel 1830. Il teatro divenne famoso per essere il primo a Londra illuminato a gas, e per aver ospitato la prima rappresentazione dell'opera di Mozart, Così fan tutte. Durante questo periodo aveva sede principale nel teatro la "Sublime Society of Beef Steaks", e la mantenne per quasi 50 anni fino al 1867. I membri, che non furono mai più di 24, si incontravano ogni sabato sera per mangiare arrosto e bere vino.

### Sito attuale
Nel 1834, l'attuale costruzione fu aperta verso ovest, mantenendo l'apertura principale verso Wellington Street, nuova via costruita per collegare Waterloo Bridge e Bow Street. Il nuovo profilo non fu soddisfacente e venne demolito per costruire lo Strand Musick Hall, sfortunatamente anche questo senza grande successo. Nel 1868, l'auditorium fu riaperto sotto il nome di Theatre Royal Lyceum and English Opera House. Il Teatro venne nuovamente progettato da Beazley e costò £ 40.000. Durante i primi anni del nuovo teatro, il compositore John Barnett produsse alcune delle sue opere, compresa, The Mountain Sylph, del 1834, accreditata essere la prima opera inglese moderna. Fu seguita da Fair Rosamund nel 1837, Farinelli nel 1839 e Blanche of Jersey nel 1840. Tra il 1841 ed il 1843, il compositore Michael Balfe condusse il teatro e vi sistemò la National Opera, ma sfortunatamente senza grande successo. Il teatro in seguito fu sede dei riadattamenti teatrali delle opere di Charles Dickens. Per esempio l'opera di Dickens Martin Chuzzlewit fu eseguita più di 100 volte tra il 1844 ed il 1845.
Il Lyceum fu in seguito gestito da Madame Vestris e da Charles James Mathews tra il 1847 ed il 1855, che rappresentò i lavori di James Planché, "Fairy extravaganzas", con l'utilizzo di effetti speciali innovativi per l'epoca. L'adattamento di Tom Taylor per il romanzo A Tale of Two Cities, con Dickens stesso come consulente, fu eseguita nel 1860, poco dopo l'uscita del libro stesso. Charles Fechter, che diresse il teatro tra il 1863 ed il 1867 continuò la tradizione e fece eseguire altri adattamenti di libri con effetti speciali. Nel 1866, Dion Boucicault, con il suo, The Long Strike fu eseguito proprio al Lyceum Theatre. Ethel Lavenu, madre e nonna dei due attori Tyrone Power Senior, e Tyrone Power, si esibì in una lunga serie di rappresentazioni durante gli anni sessanta dell'Ottocento. W. S. Gilbert rappresentò qui tre sue opere. Nel 1867, egli rappresentò la sua pantomima di natale, chiamata Harlequin Cock Robin and Jenny Wren..., e nel 1884 rappresentò il dramma, Comedy and Tragedy. Nel 1889, l'attore drammatico, Francesco Tamagno si esibì al Lyceum, come protagonista dell'opera prima di Giuseppe Verdi, rappresentata a Londra, l'Otello.

### Gli anni di Irving

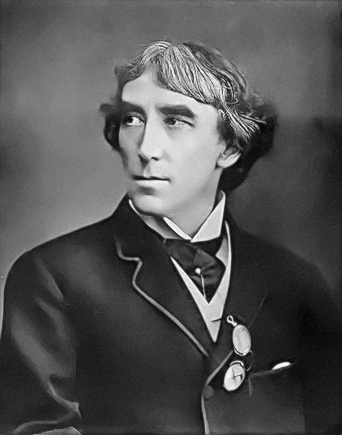
Sir Henry Irving

All'inizio del 1871, sotto la guida di Hezekiah Linthicum Bateman e sua moglie, Henry Irving iniziò le sue rappresentazioni nel teatro e furono eseguite anche molte opere di Shakespeare. Irving iniziò a rappresentare il melodramma francese The Bells, dove recitava nella parte di un borgomastro perseguitato da fantasmi. Per 150 notti vi fu il tutto esaurito, tempo eccezionale per l'epoca. Charles I, nel 1872 fu un altro successo, con un tutto esaurito per 180 notti. Nel 1874, Irving recitò nell'Amleto, probabilmente il suo più grande trionfo, venendo messo in atto per 200 notti di cui almeno la metà col tutto esaurito. Nel 1878, dopo la morte di Bateman, Irving prese l'incarico di dirigere il teatro dalla sua vedova. Il quotidiano, The Builder, il 28 settembre 1878, riportò che vi erano delle divergenze tra Irving e Mrs. Bateman, riguardo al personale da assumere per il Lyceum: "Mr. Irving disse a Mrs. Bateman che voleva attori a recitare con lui, non bambole, altrimenti non avrebbe più recitato al Lyceum. Il risultato fu che Mrs. Bateman lascio la dirigenza del teatro e Mr. Irving prese il suo posto." Mrs. Bateman divenne la direttrice del teatro Sadler's Wells.
Irving continuò le sue rappresentazioni shakespeariane, fino al 1902, ingaggiando Ellen Terry per un periodo di 24 anni. Bram Stoker lavorò tra il 1878 ed il 1898 come direttore finanziario del teatro, ed Irving fu l'ispirazione di Stoker, per il suo personaggio Dracula, nell'omonimo romanzo del 1897. Stoker sperava che Irving, avrebbe recitato il ruolo di Dracula in un adattamento teatrale del romanzo. Irving non accettò mai di apparire nella versione teatrale, benché essa fu rappresentata nel teatro.
Irving e Terry iniziarono con l'Amleto nel 1878. La loro rappresentazione de, Il mercante di Venezia, fu eseguita per 250 notti, ed ogni rappresentazione delle opere di Shakespeare fu sempre un enorme successo. Altre rappresentazioni estremamente acclamate furono: Molto rumore per nulla, The Lady of Lyons di Edward George Bulwer-Lytton (1878), Romeo e Giulietta, re Lear, The Lyons Mail di Charles Reade (1883), il popolare Faust di William Gorman Wills (1885), Macbeth (1888, con la musica di Sir Arthur Sullivan), Enrico VIII (1892), Becket di Alfred Tennyson (1893), re Artù di J. Comyns Carr, con la musica di Sir Arthur Sullivan (1895), Cimbelino (1896) e l'opera di Victorien Sardou e Émile Moreau Madame Sans-Gêne (1897).
Quando Irving e Terry giunsero in America per i loro tour, il teatro continuò la sua tradizione con opere recitate da Johnston Forbes-Robertson, Mrs. Patrick Campbell, Sarah Bernhardt ed Eleonora Duse. Martin Harvey, un allievo di Irving recitò ivi durante la stagione del 1899. Benoît-Constant Coquelin recitò nel Cyrano de Bergerac nell'estate del 1898.

### Il teatro nel 1900
Nel 1904, il teatro fu ricostruito e riadornato in stile rococò da Bertie Crewe, mantenendo solo la facciata ed il portico originali. Fu usato come sala musicale, ma non fu un successo, e presto si tornò a rappresentare drammi. Dal 1909 al 1938, i fratelli Melville misero in scena una serie spettacolare di melodrammi. Nel 1919, delle piccole modifiche furono apportate da Edward Jones. Tra le due guerre, si rappresentarono solo drammi, seguiti dalle pantomime di natale, incluso la Regina di cuori nel 1938. Il Lyceum fu l'ultimo teatro londinese a continuare a concludere le sue pantomime facendole seguire dalle arlecchinate, una rappresentazione libera di clown, giocolieri e trombettieri. La tradizione fini con la chiusura del teatro nel 1939.
Nel 1939, il London City Council comprò il teatro, con l'intenzione di demolirlo ed utilizzarne lo spazio per allargare la strada. Il teatro chiuse quell'anno con una rappresentazione dell'Amleto diretta da Sir John Gielgud (pronipote di Ellen Terry). Il progetto di ampliamento stradale non fu mai realizzato, e dopo la guerra, nel 1951, il teatro fu riconvertito per farne un'immensa sala da ballo e riaperto da Matthews and Sons, col nome di Lyceum Ballroom. Molte band suonarono qui, inclusa la Oscar Rabin Band. Negli anni sessanta e settanta, il teatro fu utilizzato per concerti pop trasmessi in diretta dalle televisioni. Nel Lyceum suonarono : I Grateful Dead, The Clash, Bob Marley & The Wailers, Led Zeppelin, The Who, Emerson, Lake & Palmer, Colosseum, U2, W.A.S.P. e Culture Club. I Genesis, nel maggio del 1980, filmarono nel teatro una loro performance, filmato che apparì nel 2007 in un CD e in un DVD, a seguito della ripubblicazione del loro album del 1980, Duke.

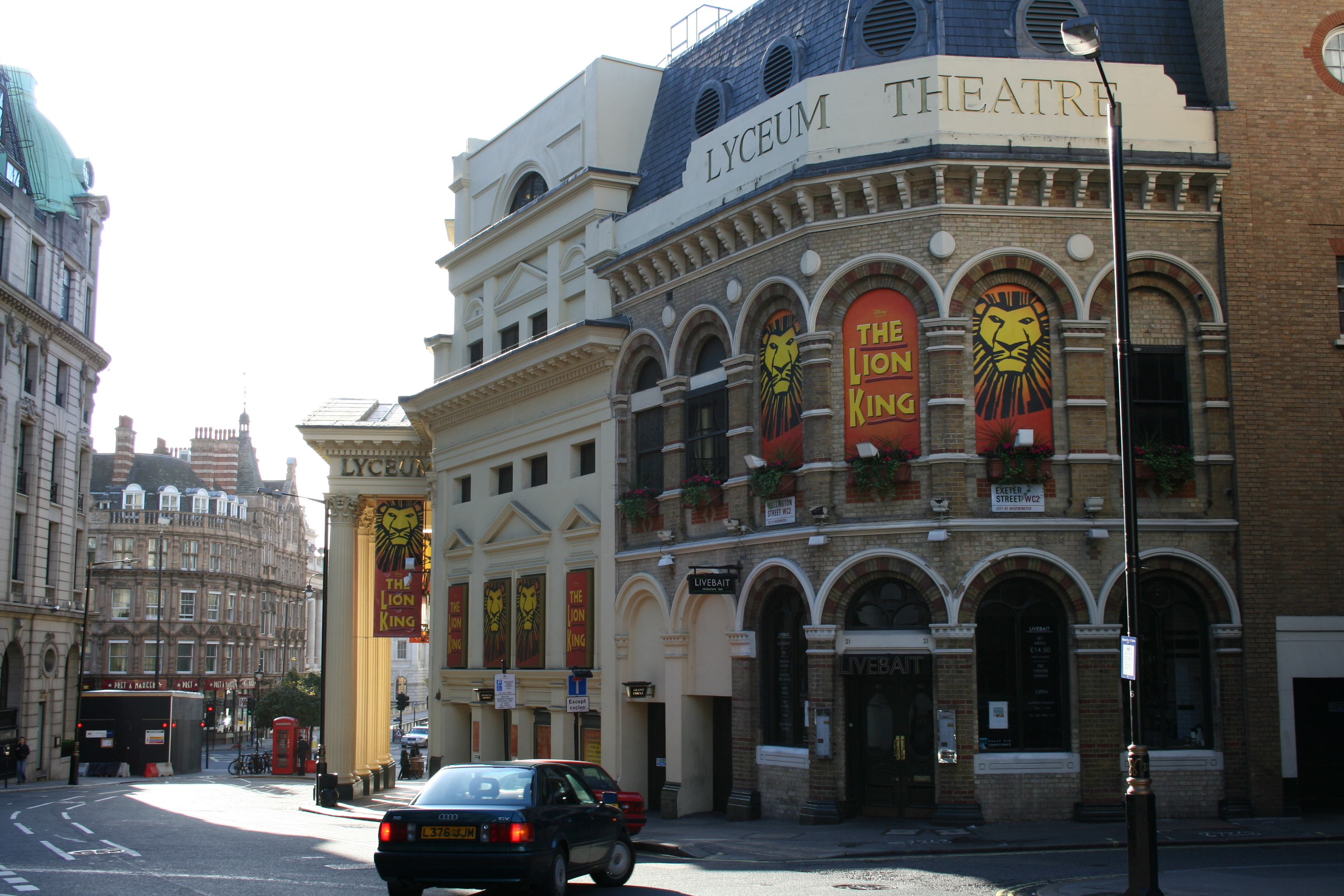
Lato del Lyceum Theatre nel 2006, con la locandina de Il re Leone.

Una proposta di ampliamento del Covent Garden chiesta dal GLC nel 1968, vide il teatro seriamente minacciato, insieme al vicino Vaudeville, al Garrick, all'Adelphi e al Duchess theatree. Una campagna di sensibilizzazione intrapresa dall'Equity, dalla Musicians' Union, ed dai proprietari del teatro stesso, sotto il nome di Save London Theatres Campaign, portò all'annullamento del progetto di demolizione. Nel 1973, Il teatro fu classificato come "Grade II* listed", "Impossibile da demolire per il suo valore artistico e storico".
Il teatro fu richiuso nel 1986, dopo che il National Theatre's nel 1985 promosse la messa in scena dell'adattamento teatrale di Bill Bryden della trilogia Misteri. Nel 1996 fu riaperto ed utilizzato per concerti da Holohan Architects. Il teatro ha rappresentato il musical Il re Leone dal 1999.

## Produzioni attuali

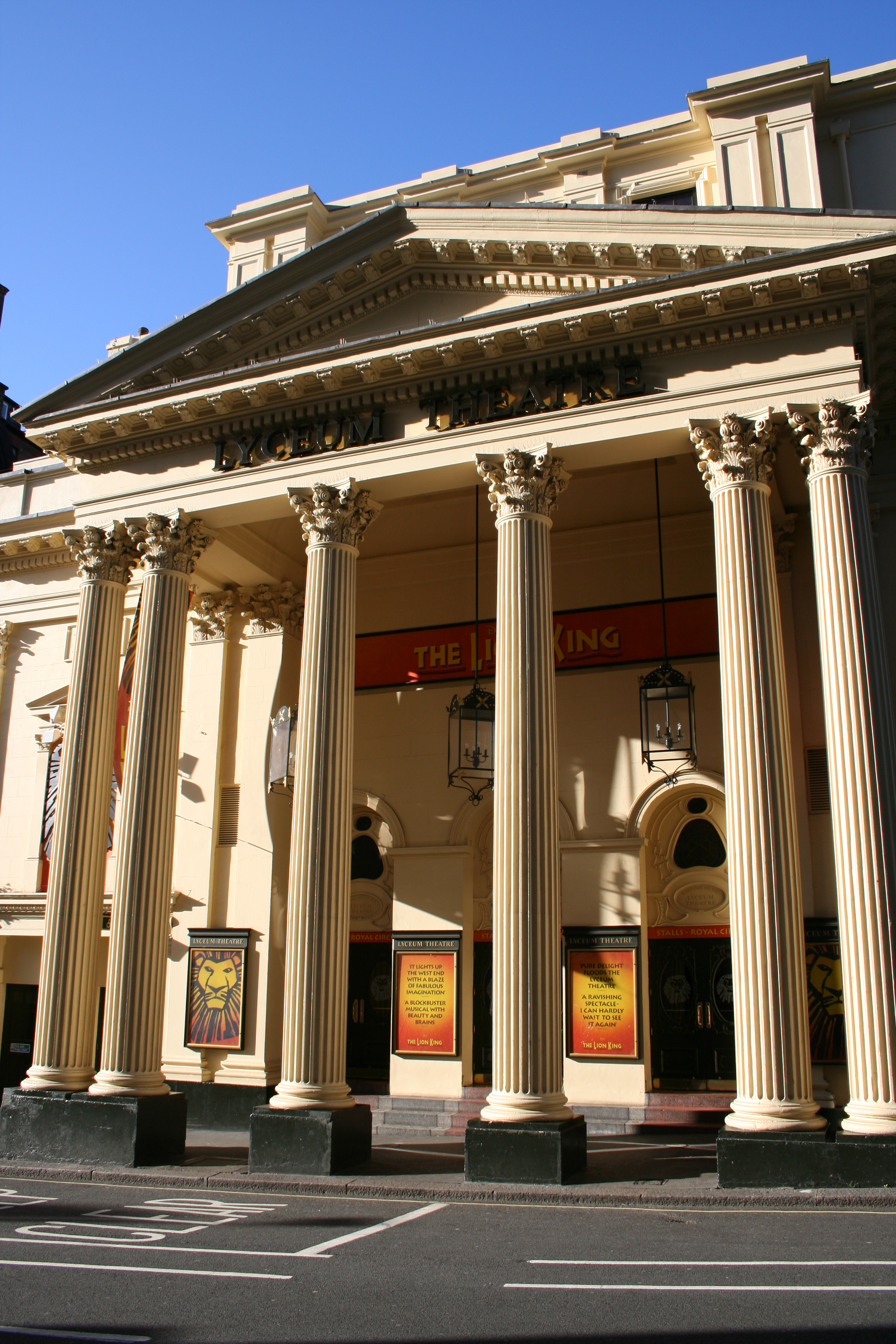
Il Lyceum Theatre prima della messa in scena de Il re Leone.

- Jesus Christ Superstar (19 novembre 1996 – 28 marzo 1998)
- Oklahoma! (febbraio 1999 – giugno 1999)
- Il re Leone (24 settembre 1999 – )

## Come raggiungerlo
La più vicina stazione della metropolitana di Londra è Covent Garden.

## Bibliografia

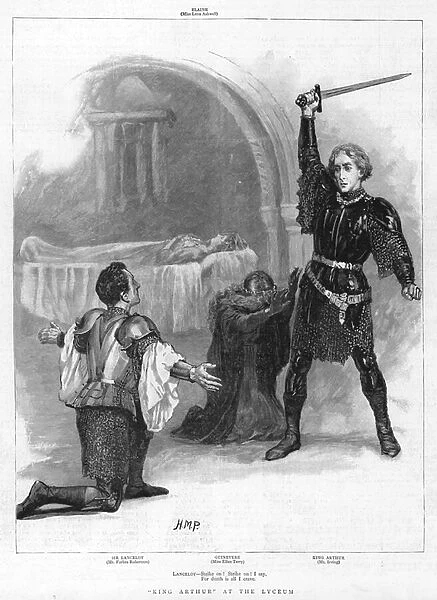
Re Artù 1895